# ユリア・ドルシッラ
ユリア・ドルシッラ（Julia Drusilla, 16年9月16日 - 38年6月10日）は、ローマ皇帝カリグラの二番目の妹。ゲルマニクスと大アグリッピナの娘で、兄にネロ・カエサル、ドルスス・カエサル、ガイウス・カエサル（カリグラ）が、姉妹に姉の小アグリッピナと妹のユリア・リウィッラがいる。

## 生涯

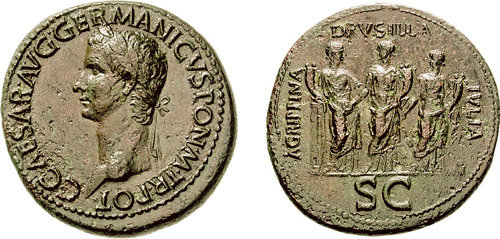
表面にはドルシッラの兄カリグラが、裏面の中央にはドルシッラ、左には姉の小アグリッピナが、右には妹のユリア・リウィッラが彫られたコイン

父ゲルマニクスは2代皇帝ティベリウスの弟大ドルススと小アントニアの息子で4代皇帝となるクラウディウスの兄に当たる。母大アグリッピナは初代皇帝アウグストゥスの娘ユリアとマルクス・ウィプサニウス・アグリッパの娘であった。ゲルマニクスはティベリウスの養子となっていたので、父からは養子関係によって、母からは直接、アウグストゥスに連なっていた。
16年に属州ゲルマニアの現在のコブレンツ近郊で生まれる。19年に父親ゲルマニクスをアンティオキアで亡くし、ドルシッラは他の兄弟や姉妹達と同様、母親大アグリッピナと共にローマへ帰還。彼らの父方の祖母である小アントニアの傍で育っていった。紀元33年、ティベリウスの友人であるルキウス・カッシウス・ロンギヌスと結婚するが、37年に皇帝の地位を継いだカリグラによって離婚させられる。ルキウス・カッシウス・ロンギヌスは後にカリグラ暗殺を企てる首謀者の一人である。この時までにカリグラは、彼女だけでなく他の姉妹とも近親相姦を結んでいたと言われているが真相は定かではない。
離婚後すぐに、アグリッパとアウグストゥスの娘大ユリアとの間に生まれた娘小ユリアの息子（長男）であるマルクス・アエミリウス・レピドゥスと2度目の結婚をしたドルシッラだったが、これは兄であるカリグラによる偽装結婚とも言われていた。因みにマルクス・アエミリウス・レピドゥスには妹のアエミリアがおり、彼女はドルシッラの兄であるドルスス・カエサルと結婚していた。
彼女は38年に、恐らく流行り病で死んだが、カリグラは妹の死をひどく悲しみ、ローマ元老院に彼女は女神であると宣言させ、ウェヌスとして彼女を神格化した。さらに1年後、カリグラはカエソニアとの間に生まれた一人娘にユリア・ドルシッラの名前をつけている。このカリグラの娘のユリア・ドルシッラは、カリグラが暗殺された際に母カエソニアと共に殺害されている。

## カリグラとの関係
ドルシッラは兄カリグラのお気に入りであり、近親相姦を行っているという噂がよくあった。2人が実際に何らかの性行為をしたかに関してははっきり分からないが、のちの学者はカリグラの評判を落とす目的のもと、彼女を売春婦にたとえた。彼の妹達との残虐な近親相姦についての噂は、この現象から生じたと考えられている。
また、当時の上流階級の会食の風習が誤解されて近親相姦という噂に結びついたのではないか、とも言われている。当時の貴族は友人知人を招いて会食を家の主人と妻で取り仕切るのが習わしだったが、もし主催者が独身の男性の場合は、本来妻がいるべき場所に自分の姉妹達を交替で座らせるのが常だった。しかしカリグラはその伝統を守らず、あくまでもその場所をドルシッラのための場所とした。また彼はドルシッラのことを妻（のように会食を取り仕切る役）と公然と皆に言っていた。このような端々の言動が誤解を招いて、あらぬ方向に広がっていった可能性はある。

## 家族
- ゲルマニクス：父
- 大アグリッピナ：母
- ネロ・カエサル：兄
- ドルスス・カエサル：兄
- カリグラ：兄
- 小アグリッピナ：姉